# 唐尼·博伊斯
唐纳德·纳撒尼尔·博伊斯（英語：Donald Nathaniel Boyce，1973年9月2日—），美国NBA联盟前职业篮球运动员。他在1995年的NBA选秀中第2轮第13顺位被亚特兰大老鹰选中。